# مسجد المحلي
مسجد المحلي يرجع تاريخ إنشاء مسجد المحلى برشيد لتاريخ 1134هـ– 1722م في العصر العثمانى وهو ثانى أكبر مسجد أثرى بمحافظة البحيرة، بعد مسجد زغلول ويقع في وسط السوق العمومى بمدينة رشيد وتبلغ مساحته نحو 2300 متر ويضم 4 مداخل رئيسية وبه 99 عمودًا ويبلغ ارتفاع مئذنته نحو 19 مترًا ويوجد به ضريح سيدى «على المحلى» المتوفى سنة 90 هجرية ويضم المسجد مكتبة زاخرة بالكتب والمخطوطات الإسلامية.

## وصف المسجد
يقع مسجد المحلي بشارع السوق العمومى برشيد، على مساحة 2000 متر، ويشكل بذلك ثاني أكبر مساجد المدينة مساحة بعد مسجد زغلول الأثري، ويتميز عن غيره من المساجد الأثرية بأروقته وصحنه، وسـقفه الخشبي المسطح المحمول على 99 عمودًا مختلفة الأشكال، ويطل على واجهتين شرقًا وجنوبًا، تضم الواجهة الشرقية 3 مداخل وشباك السبيل وتبدأ هذه الواجهة في الطرف الشمالي بالكتاب وحجرة الإمام، أما شباك السبيل فهو من النحاس تحيط به أشرطة من الرخام وتعلوه مظلة يعلوها شباك مزدوج مكون من قسمين معقودين بينهما عمود رخامي.
وتضم حجرة السبيل حوضًا رخاميًا والمداخل الثلاثة بهذه الواجهة جميعها بارزة، مكونة من صف من الشرفات المدرجة تتوسطها حنية يعلوها عقد ثلاثي ذى خوصات وتزينها زخارف الطوب المنجور، وتضم الواجهة الجنوبية مدخلًا مشابهًا لمداخل الواجهة الشرقية.
كما يضم المسجد 12 جزءًا من عقود مدببة تقوم على أعمدة متنوعة الأحجام والأشكال تحمل السقف الخشبى ويتوج الصحن شرافات نصف دائرية تقوم على قواعد.

## ضريح الشيخ علي المحلي
يوجد بالمسجد ضريح الشيخ علي المحلي يتوسط رواق القبلة وهو عبارة عن حجرة مربعة ذات بابين في الشمال والجنوب ويشغل كل من المدخلين حجر بارز تتوسطه حلية متوجة بعقد ثلاثي أحيطت الجوانب بالقاشاني وزخرفت توشيحات العقود بالجص، أما مقصورة الضريح فهي من الخشب.

## محراب المسجد
المحراب عبارة عن نصف دائرة يتوسطها عمودان من الرخام يحملان العقد المدبب بطاقية مزينة بالخوصات التي ترتكز على مقرنصات، وله منبر من خشب الخرط المتنوع والحشوات الخشبية وعليه كتابات بخط النسخ، وتقع مئذنته في الزاوية الجنوبية الشرقية وهي من 3 أدوار وشرفة تقوم على مقرنصات تزينها زخارف جصية.

## ترميم المسجد المحلي
توقفت أعمال الترميم بمسجد المحلى بسبب الأحداث التي شهدتها مصر عقب ثورة 25 يناير2011م والتي أدت إلى سوء الحالة الاقتصادية والأوضاع التي اجتاحت البلاء وما يتبعها من انفلات أمنى ومع عودة الاستقرار والأمن بعد ثورة 30 يونيو وتوفير موارد مالية تم استئناف أعمال الترميم للمسجد المحلى برشيد مرة أخرى بالتنسيق مع الجهات المعنية.